# Progress M-09M
Progress M-09M (ryska: Прогресс М-09M) eller som NASA kallar den, Progress 41 eller 41P, var en rysk obemannad rymdfarkost som levererade förnödenheter, syre, vatten och bränsle till rymdstationen ISS. Den sköts upp med en Sojuz-U-raket från Kosmodromen i Bajkonur 28 januari 2011 och dockade med ISS den 30 januari. 
Den lämnade stationen den 22 april 2011 och brann upp i jordens atmosfär den 26 april 2011.

### Fotnoter
1. ↑  ”NASA Space Science Data Coordinated Archive” (på engelska). NASA. https://nssdc.gsfc.nasa.gov/nmc/spacecraft/display.action?id=2011-004A. Läst 1 mars 2020.
2. ↑  Manned Astronautics - Figures & Facts Arkiverad 17 juni 2012 hämtat från the Wayback Machine., läst 15 juli 2016.